# Decapterus tabl
Decapterus tabl är en fiskart som beskrevs av Berry, 1968. Decapterus tabl ingår i släktet Decapterus och familjen taggmakrillfiskar. Inga underarter finns listade i Catalogue of Life.